# Рафал Майка
Рафал Майка (пол. Rafał Majka, нар. 12 вересня 1989, Зегартовіце, Польща) — польський велогонщик, бронзовий призер Олімпійських ігор 2016 року.

## Виступи на Олімпіадах
| Олімпіада           | Дисципліна            | Місце |
| ------------------- | --------------------- | ----- |
| Ріо-де-Жанейро 2016 | групова шосейна гонка | 3     |